# Emba
L'Emba (in lingua kazaka: Ембі oppure Жем, traslitterati: Embі o Zhem) è un fiume di 640 km che scorre nel Kazakistan. Nasce dai monti Mugodžary, attraversa l'altopiano di Ustyurt, e sbocca nel Mar Caspio settentrionale ad est del fiume Ural, in zona steppica e desertica, priva d'acqua. Dalle zone del corso inferiore si estraggono cospicue quantità di petrolio. È considerato secondo una diffusa convenzione come confine tra Europa ed Asia; il primo a considerarlo tale fu il cartografo svedese Philip Johan von Strahlenberg nel 1725.